# Nameless story (岸田教団&THE明星ロケッツの曲)
「nameless story」（ネームレス・ストーリー）は、岸田教団&THE明星ロケッツの楽曲。岸田教団&THE明星ロケッツの9枚目のシングルとして、2020年1月29日にワーナー・ブラザース・ホームエンターテイメントから発売された。CDシングルの発売に先駆けて1月18日に表題曲のみが配信リリースされた。

## 概要
表題曲はテレビアニメ『とある科学の超電磁砲T』の前期エンディングテーマ、2曲目の「暁のカレイドブラッド」はOVA『ストライク・ザ・ブラッド IV』のオープニングテーマとして起用されている。
販売形態はアーティスト盤・通常盤の2種。アーティスト盤は、「nameless story」のミュージック・ビデオを収録したDVDを同梱。

## シングル収録内容

### アーティスト盤・通常盤
| 全作詞: 岸田。 |                                        |           |                 |                 |      |
| #              | タイトル                               | 作詞      | 作曲            | 編曲            | 時間 |
| 1.             | 「nameless story」                     | 岸田      | 草野華余子 岸田 | 岸田 草野華余子 | 3:49 |
| 2.             | 「暁のカレイドブラッド」               | 岸田      | 岸田            | 岸田            | 3:52 |
| 3.             | 「anesthesia」                         | 岸田      | 岸田            | 岸田            | 3:57 |
| 4.             | 「nameless story」(Instrumental)       | 岸田      |                 |                 | 3:49 |
| 5.             | 「暁のカレイドブラッド」(Instrumental) | 岸田      |                 |                 | 3:51 |
| 6.             | 「anesthesia」(Instrumental)           | 岸田      |                 |                 | 3:56 |
| 合計時間:      | 合計時間:                              | 合計時間: | 合計時間:       | 23:14           |      |

| #  | タイトル                        | 作詞 | 作曲・編曲 |
| -- | ------------------------------- | ---- | ---------- |
| 1. | 「nameless story」(Music Video) |      |            |
| 2. | 「nameless story」(TV-SPOT)     |      |            |

## タイアップ一覧
| # | 楽曲                 | タイアップ                                                  |
| - | -------------------- | ----------------------------------------------------------- |
| 1 | nameless story       | テレビアニメ『とある科学の超電磁砲T』前期エンディングテーマ |
| 2 | 暁のカレイドブラッド | OVA『ストライク・ザ・ブラッド IV』オープニングテーマ        |